# Antonie Mansfeld

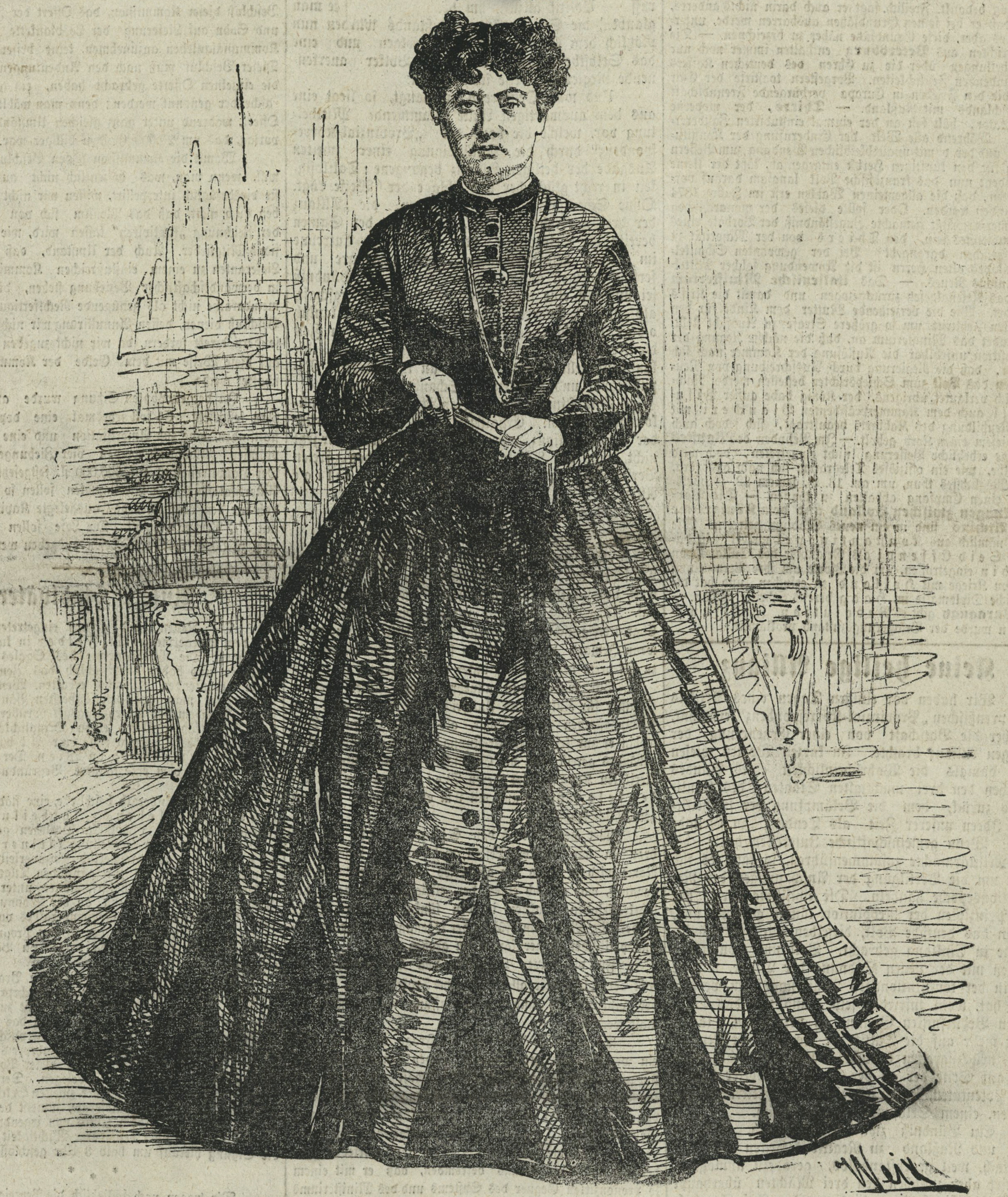
Antonie Mansfeld

Antonie Mansfeld (auch Antonie Mannsfeld, * 15. März 1835 in Wien als Antonie Montag; † 23. Oktober 1875 in Lainz) war eine österreichische Volkssängerin.

## Leben

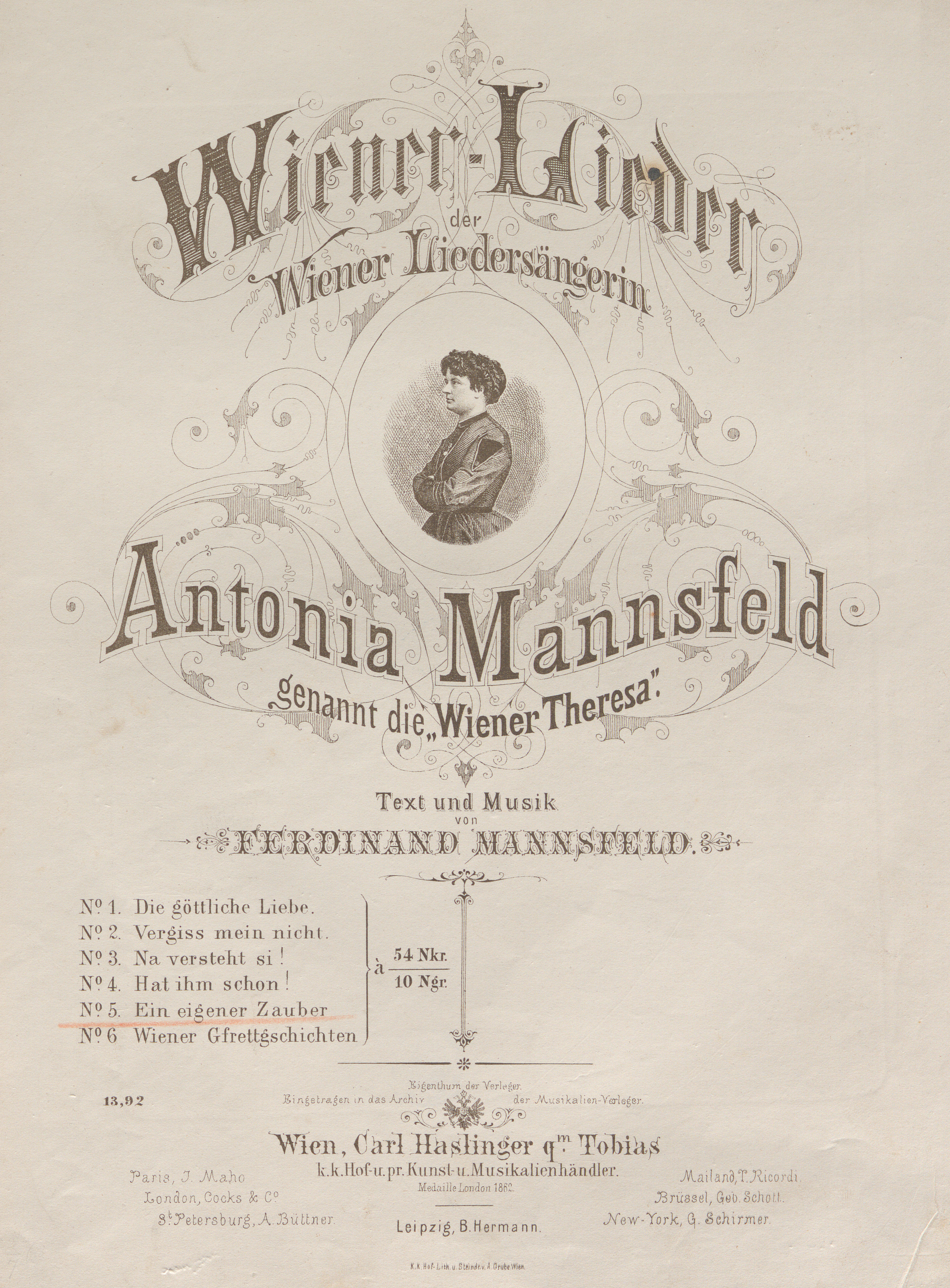
Liedersammlung Wiener-Lieder der Wiener Liedersängerin Antonia Mannsfeld genannt die "Wiener Theresa" (nach 1862)

Die geborene Antonie Montag war die Tochter von Wäscherleuten und erlernte den Beruf einer Näherin. Sie begeisterte sich früh für die Musik und wurde Sängerin. Der Mäzen Haberlandtner holte sie 1866 von Budapest zurück nach Wien und gab in seinem Haus in der Matzleinsdorfer Straße oft Privatsoireen, bei denen sie auftrat. Dadurch wurde sie bekannt und auch in der bürgerlichen Lebewelt beliebt. Den Namen Mansfeld wählte sie nach dem Liederdichter Ferdinand Mansfeld, der ihre Lieder schrieb und den sie als ihren Bruder ausgab, obwohl er in Wahrheit ihr Liebhaber war.
Ihren ersten öffentlichen Auftritt in Wien hatte sie in Schwenders Etablissement, dessen Besitzer sie auf einer der Haberlandtschen Soireen kennengelernt hatte. Dort sang sie auch mit Michael Kogler im Duett. Weiters trat sie beim Dreher auf der Landstraße, bei den Drei Engeln auf der Wieden und beim Zeisig in Neubau auf.
Sie hatte meist gehobenes Publikum, das sich über ihre pikanten und frivolen Lieder, die nach heutigen Begriffen völlig harmlos sind, amüsierte. Mansfeld absolvierte ihre Bühnenauftritte meist in einem einfachen hochgeschlossenen schwarzen Kleid und vermittelte damit einen züchtigen, oft schüchternen Ausdruck, zu dem aber ihr Vortrag in einem markanten Gegensatz stand. Das Neue Wiener Tagblatt schrieb 1868: „Was Fräulein Mannsfeld singt? Sie singt, um es kurz herauszusagen, den Kankan. Sie singt die Zote in der unzweideutigen Textirung, sie singt die impertinentesten Gassenhauer, wie ihn das angeheiterte, echte ‚Wiener Lumperl’ nach der vierzehnten Halbe ‚fühlt und empfindet’, sie singt die Hausordnung gewisser Häuser, sie singt die Usancen der Straßendirne.“
Wiens Lebewelt himmelte sie an und gab ihr nach einem Pariser Vorbild den Beinamen „Wiener Theresa“. Bei einer ihrer Soireen in Salzburg war auch Napoleon III. ihr Zuhörer. Nach dem Tode Ferdinand Mansfelds 1869 trat Johann Sioly seine Nachfolge als Mansfelds Komponist, Begleiter und Liebhaber an. Vor der bevorstehenden Hochzeit erkrankte die Künstlerin jedoch 1873 an geistiger Verwirrung und wurde in ein Privatirrenhaus eingeliefert, in dem sie erst 39-jährig starb.
Luise Montag, die zeitweilig mit ihr im Duett sang, übernahm Mansfelds Namen als Künstlernamen.
Im Film Fiakermilli – Liebling von Wien (1953) wird Fräulein Antonie Mannsfeld von Erni Mangold verkörpert.

## Repertoire
Zu ihren bekanntesten Liedern zählten
- Die göttliche Liebe
- Vergißmeinnicht
- Legt mich – ins Grab
- Gfrettstanzeln
- Na, versteht si